# Liškovac
De Liškovac (Servisch Cyrillisch: Лишковац) is een berg in het oosten van Servië, gelegen tussen de steden Majdanpek en Donji Milanovac. De top (Veliki Liškovac) heeft een hoogte van 803 meter boven zeeniveau. De berg bevindt zich in het nationaal park van Đerdap en maakt tevens deel uit van de IJzeren Poort.